# Ardisia koupensis
Ardisia koupensis é uma espécie de planta da família Myrsinaceae. É endêmica do Camarões.